# كارينغتون تي مارشال
كارينغتون تي مارشال (بالإنجليزية: Carrington T. Marshall)‏ هو محامي وقاضي أمريكي، ولد في 17 يونيو 1869 في زانيسفيل في الولايات المتحدة، وتوفي في 28 يونيو 1958 في بيكسلي في الولايات المتحدة.